# آيت وايا (بن شرو)
آيت وايا هو دُوَّار يقع بجماعة ناوور، إقليم بني ملال، جهة بني ملال خنيفرة في المملكة المغربية. ينتمي الدوّار لمشيخة بن شرو التي تضم 4 دواوير. يقدر عدد سكانه بـ 456 نسمة حسب الإحصاء الرسمي للسكان والسكنى لسنة 2004.

## وصلات خارجية
- البوابة الوطنية للجماعات الترابية
- المندوبية السامية للتخطيط